# (22771) 1999 CU3
(22771) 1999 CU3 est un astéroïde Apollon découvert en 1999.

## Description
(22771) 1999 CU3 a été découvert le 10 février 1999 à l'observatoire Magdalena Ridge, situé dans le comté de Socorro, au Nouveau-Mexique (États-Unis), par le projet Lincoln Near-Earth Asteroid Research (LINEAR).

### Caractéristiques orbitales
L'orbite de cet astéroïde est caractérisée par un demi-grand axe de 1,58 UA, un périhélie de 0,75 UA, une excentricité de 0,52 et une inclinaison de 11,40° par rapport à l'écliptique. Du fait de ces caractéristiques, à savoir un demi-grand axe supérieur à 1 UA et un périhélie inférieur à 1,017 UA, il est classé comme astéroïde Apollon.

### Caractéristiques physiques
(22771) 1999 CU3 a une magnitude absolue (H) de 16,8 et un albédo estimé à 0,023.